# 径向基函数
径向基函数（英語：Radial basis function，缩写为RBF）是一个取值仅依赖于到原点距离的实值函数，即{\displaystyle \phi (\mathbf {x} )=\phi (\|\mathbf {x} \|)}。此外，也可以按到某一中心点c的距离来定义， 即{\displaystyle \phi (\mathbf {x} ,\mathbf {c} )=\phi (\|\mathbf {x} -\mathbf {c} \|)}。任一满足{\displaystyle \phi (\mathbf {x} )=\phi (\|\mathbf {x} \|)}的函数都可称作径向函数。其中，范数一般为欧几里得距离，不过亦可使用其他距离函数。
可以用于许多向函基数的和来逼近某一给定的函数。这一逼近的过程可看作是一个简单的神经网络。此外在机器学习中，径向基函数还被用作支持向量机的核函数。

## 类型
常见的径向基函数包括（定义{\displaystyle r=\|\mathbf {x} -\mathbf {x} _{i}\|}）：
- 高斯函数：

{\displaystyle \phi (r)=e^{-(\varepsilon r)^{2}}}
- 多二次函数（multiquadric）：

{\displaystyle \phi (r)={\sqrt {1+(\varepsilon r)^{2}}}}
- 逆二次函数（inverse quadratic）：

{\displaystyle \phi (r)={\frac {1}{1+(\varepsilon r)^{2}}}}
- 逆多二次函数（inverse multiquadric）：

{\displaystyle \phi (r)={\frac {1}{\sqrt {1+(\varepsilon r)^{2}}}}}
- 多重调和样条（polyharmonic spline）：

{\displaystyle \phi (r)=r^{k},\;k=1,3,5,\dots }
{\displaystyle \phi (r)=r^{k}\ln(r),\;k=2,4,6,\dots }
- 薄板样条（thin plate spline，为多重调和样条的特例）：

{\displaystyle \phi (r)=r^{2}\ln(r)}